# Software de edição de imagens
Um Software de edição de imagens é uma subclasse de Software aplicativo utilizado para design gráfico, desenvolvimento de multimídia, desenvolvimento de imagem estilizada, ilustração técnica, edição de imagem em geral, ou, simplesmente, para acessar arquivos gráficos. Ele usa ou Raster ou gráficos de leitura e edição de vetores para criar, editar e ver a arte.